# Plateau (stan)
Plateau – stan w centralnej części Nigerii.
Plateau sąsiaduje ze stanami Nassarawa, Taraba, Bauchi i Kaduna. Jego stolicą jest Jos. Powstał w 1976. W 1996 oddzielono od niego stan Nassarawa. W 2006 roku liczył ok. 3,2 mln mieszkańców, na rok 2012 szacuje się ok. 3,6 mln mieszkańców.
Stan Plateau słynie z konfliktów religijnych. W 2010 roku jednego dnia pasterze Fulan zamordowali 500 chrześcijan w miejscowości Dogon Na Hauwa. W dniach 21-25 czerwca 2018 przez stan Plateau przetoczyła się kolejna fala ataków uzbrojonych muzułmańskich pasterzy z ludu Fulan na chrześcijańskie wioski. Według World Watch Monitor zginęło co najmniej 200 osób, a kilka wiosek przestało istnieć.  

## Podział administracyjny
Stan Plateau podzielony jest na siedemnaście lokalnych obszarów administracyjnych:
| - Barkin Ladi - Bassa - Bokkos - Jos East - Jos North - Jos South | - Kanam - Kanke - Langtang North - Langtang South - Mangu - Mikang | - Pankshin - Qua'an Pan - Riyom - Shendam - Wase |

## Demografia
Populacja Plateau składa się z ponad czterdziestu grup etnicznych. Do głównych należą:  Berom, Angas, Nwangahvul, Tiv, Taroh, Goernai Tal, Fier, Afizere (Jarawa), Miango, Yourn, Bogghom, Rukuba, Piapung, Kwalla, Montol, Jukun, Challa, Ron-kulere, Pyern, Miship, Mupun, Buji, Kanuri i Nunku. Każda grupa etniczna ma swój własny język, ale urzędowym jest angielski, popularny jest język Hausa.